# كريم إسلامي
كريم إسلامي (بالفارسية: کریم اسلامی) هو لاعب كرة قدم إيراني في مركز الهجوم، ولد في 8 أبريل 1986 في نوشهر في إيران. لعب مع نادي صبا قم ونادي غل غهر سيرجان ونادي مس كرمان.

## وصلات خارجية
- كريم إسلامي على موقع قاعدة بيانات كرة القدم.إي يو (الإنجليزية)
- كريم إسلامي على موقع Soccerway.com (الإنجليزية)